# Hochbrand (Gaaler Tauern)
Der Hochbrand ist ein 1426 m ü. A. hoher Berg in der Obersteiermark, der zu als südlichster Berg des Pletzenkamms zu den Gaaler Tauern gehört und in der Katastralgemeinde Gaal innerhalb der Gemeinde Gaal liegt.

## Lage
Der Gaalgraben, der vom Gaalbach in West-Ost-Richtung durchflossen wird, liegt 933 Meter südlich vom Hochbrand auf 969 m ü. A., somit erhebt sich der Hochbrand um 457 Höhenmeter vom Graben. Westlich vom Hochbrand fließt der Karlbach und östlich der Staubgrabenbach, beide in Nord-Süd-Richtung als Nebenflüsse des Gaalbachs. Der Gaalbach wiederum mündet in den Ingeringbach. Der nächsthöhere Berg des Pletzenkamms, der Repenstein, liegt auf 1956 m ü. A. und 2,2 Kilometer nördlich des Hochbrands.